# 아에로플로트
아에로플로트(러시아어: Аэрофлот 영어: Aeroflot, 모스크바: AFLT)은 러시아의 국영 항공사이자, 국책 항공사다. 소련 시절 교통부 소속의 한 기관인 국영 항공사이자 소련의 플래그 캐리어였으며, 당시 소련 국내선을 거의 독점적으로 운항하며, 종업원 수와 항공기 수에 있어 실질적으로 세계 최대의 항공사였다. 1991년 소련의 해체 후 러시아 국내선의 상당 부분을 담당하고 있는 러시아 최대의 항공사이며, 러시아 정부 지분은 절반 가량으로 줄어들었다.
소련 시절 당시에 소련에서 제작된 일류신, 투폴레프 등의 자국제 항공기를 사용한 것으로 유명했으나, 소련의 붕괴 후 현재는 기종도 개방하여 미국 보잉, 유럽 에어버스제 항공기의 비중도 꽤 된다. 냉전 시대에는 정치적인 이유로 대한민국에는 취항하지 않았고, 서방 국가에서는 몇 차례 운항 금지를 당한 적이 있었으나 냉전 종식과 소련 해체 후 서방 국가에 노선을 취항하기 시작했다.
대한민국에는 대한민국과 소련의 수교 작업이 진행 중이던 1990년 3월 30일 김포국제공항에 취항하여 운항하였고 2001년 인천국제공항이 개항함에 따라 노선을 인천으로 이전하였다. 이외에도 다른 나라까지 노선을 확대하고 있다.

## 역사
1923년 2월 설립된 주식회사 드보로로트(영어: Dobrolyot)가 전신으로 모스크바에서 니즈니보크라드 구간을 처음 운항하였다. 1932년 현재의 이름으로 변경되었고 1937년부터 국제선 운항을 시작하였다. 1930년대에 4,000명이 넘는 파일럿과 6만 명이 넘는 인원이 일하던 세계 최대 항공사였다. 1956년 9월 전 세계 처음으로 제트 항공기로 정기 운항을 시작하였다. 1976년 아메리카, 유럽, 아프리카, 아시아 등지에서 100만 명의 승객이 이용하였다.
1992년 소련이 해체되면서 아에로플로트는 국제선 노선을 운항하는 아에로플로트 러시아 국제항공 등 300개가 넘는 항공사로 분리되었다. 1990년 대한민국과 소련의 수교를 계기로 대한민국에 진출하여 서울의 김포 - 모스크바 셰레메티예보 간 노선을 개설한 이후 계속 해당 구간 노선에 취항하고 있다.
1989년에는 프랑스의 에어버스와 여객기 구입 계약을 체결하여 1992년에 처음으로 소련제 항공기가 아닌 서방제 항공기인 에어버스 A310-300을 도입했고, 1994년에는 미국 보잉의 비행기를 도입했다. 같은 해 합작 주식회사로 등록했으며 직원들이 회사 지분의 49%를 나눠 갖는 형태로 바뀌었다.
2000년에 현재의 사명으로 변경되었고 2006년에는 스카이팀에 가입하여 러시아 국적 항공사로는 최초로 항공 동맹에 참여하였다.
2009년 4월 1일 부로 인천 - 셰레메티예보 노선에 기존 일류신 IL-96-300에서 보잉 767-300ER로 기종이 변경되면서 인천과 셰레메티예보 구간을 동절기 주 3회, 하절기 주 5회에 걸쳐 운항하고 있다. 2014년 1월부터 대한민국과 러시아 간 무비자 협정 체결을 기념하여 투입 기재를 교체했으며, 보잉 777-300ER과 에어버스 A330-300을 번갈아 투입 중이다. 전 세계에서 가장 마지막으로 기내 흡연이 가능했던 항공사였으나 지금은 미국, 대한민국 등 다른 국적기처럼 전 노선 금연을 시행하고 있다. 2015년 9월에 러시아의 대형 항공사인 트랜스아에로 항공을 지분 75%를 인수 인계했으나 무산되었다.
2022년 러시아의 우크라이나 침공의 여파로 국제 사회에서 러시아에 대한 반발이 커지면서, 2022년 4월에 스카이팀 회원 자격이 정지된 상태다.

## 운항 노선
- 2022년 3월 기준으로 아에로플로트는 다음과 같은 노선을 운항하고 있다.

### 코드셰어 협정
- 아에로플로트는 다음과 같은 항공사에 코드셰어 협정을 하고 있다.[6]

| - KLM (스카이팀) - LOT 폴란드 항공 (스타 얼라이언스) - MIAT 몽골 항공 - TAROM (스카이팀) - 가루다 인도네시아 항공 (스카이팀) - 대한항공 (스카이팀) - 로시야 항공 (자회사) - 로얄 에어 모로코 (원월드) - 불가리아 항공 - 사우디아 항공 (스카이팀) | - 아르헨티나 항공 (스카이팀) - 아이슬란드 항공 - 에어발틱 - 에어 세르비아 - 에어 유로파 (스카이팀) - 에어 프랑스 (스카이팀) - 오로라 항공 (자회사) - 이란 항공 - 중국남방항공 - 중국동방항공 (스카이팀) | - 케냐 항공 (스카이팀) - 핀에어 (원월드) |  |

## 보유 기종
- 2024년 3월 기준으로 아에로플로트는 다음과 같은 기종을 보유하고 있으며 평균 기령은 5.6년이다.[7][8] 냉전시대 당시, 소련에서 제작한 항공기만을 사용해왔으나 냉전종식 이후부터는 보잉과 에어버스의 서방제 항공기들을 대거 도입하여 운용하고 있으나 러시아 수호이사의 수호이 슈퍼제트 SSJ-100을 도입하여 사용중이며 이르쿠트 MC-21 항공기도 도입할 예정이다.

## 사진

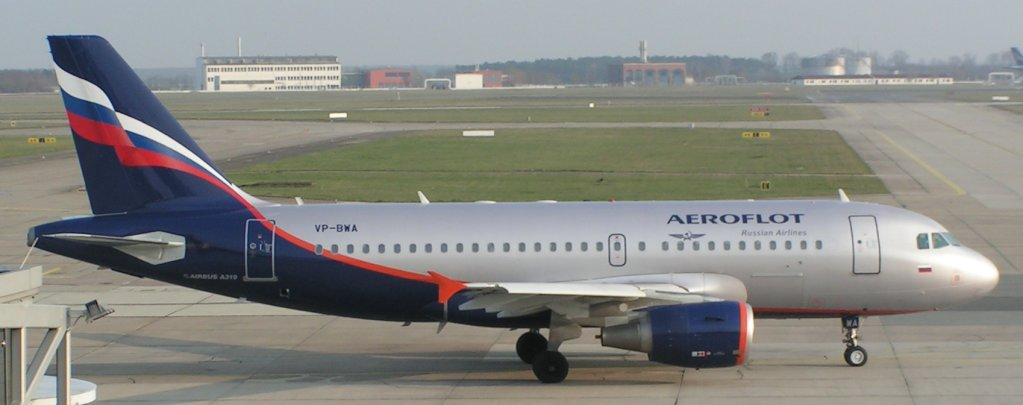
아에로플로트의 에어버스 A319-100
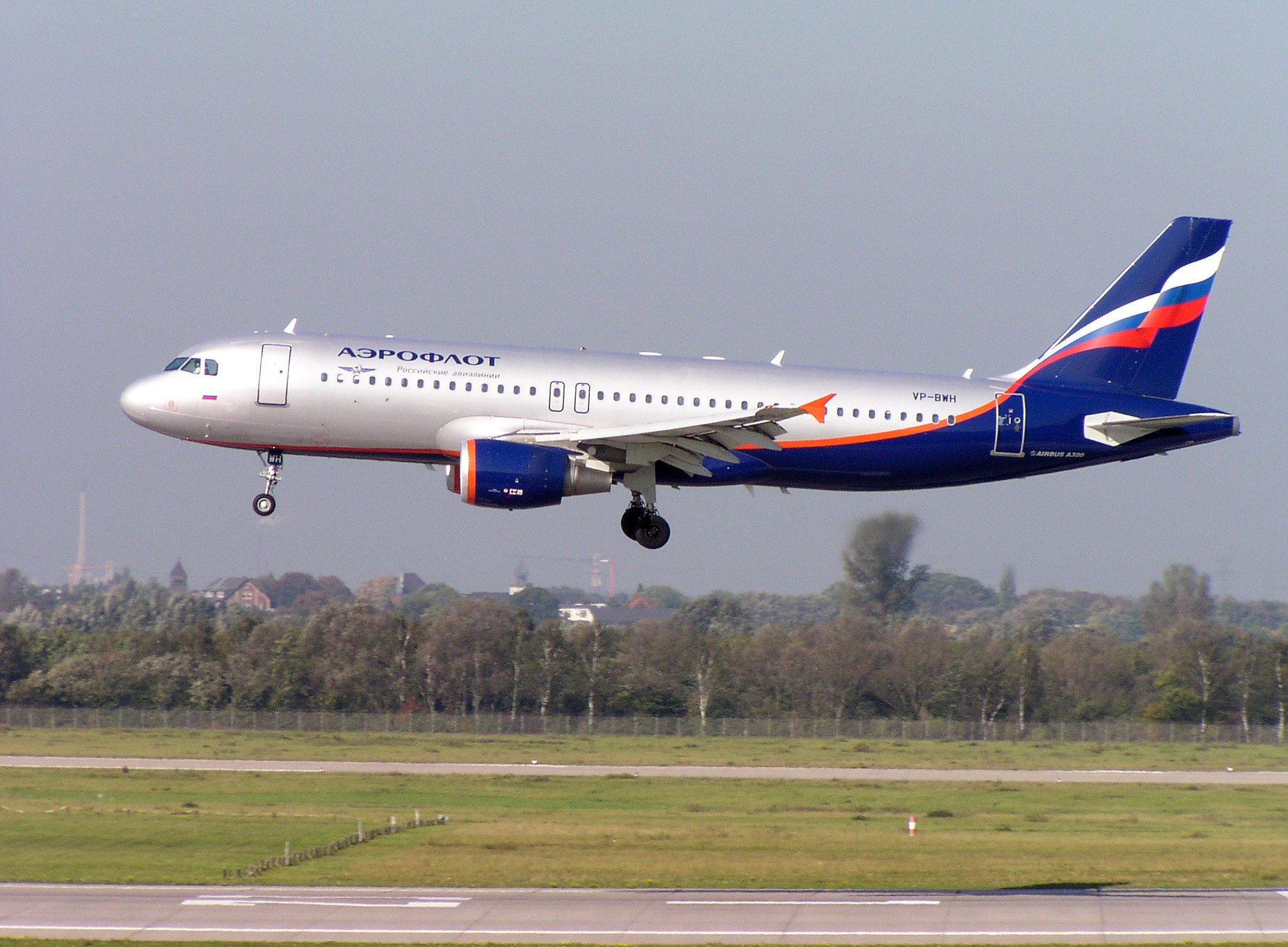
아에로플로트의 에어버스 A320-200
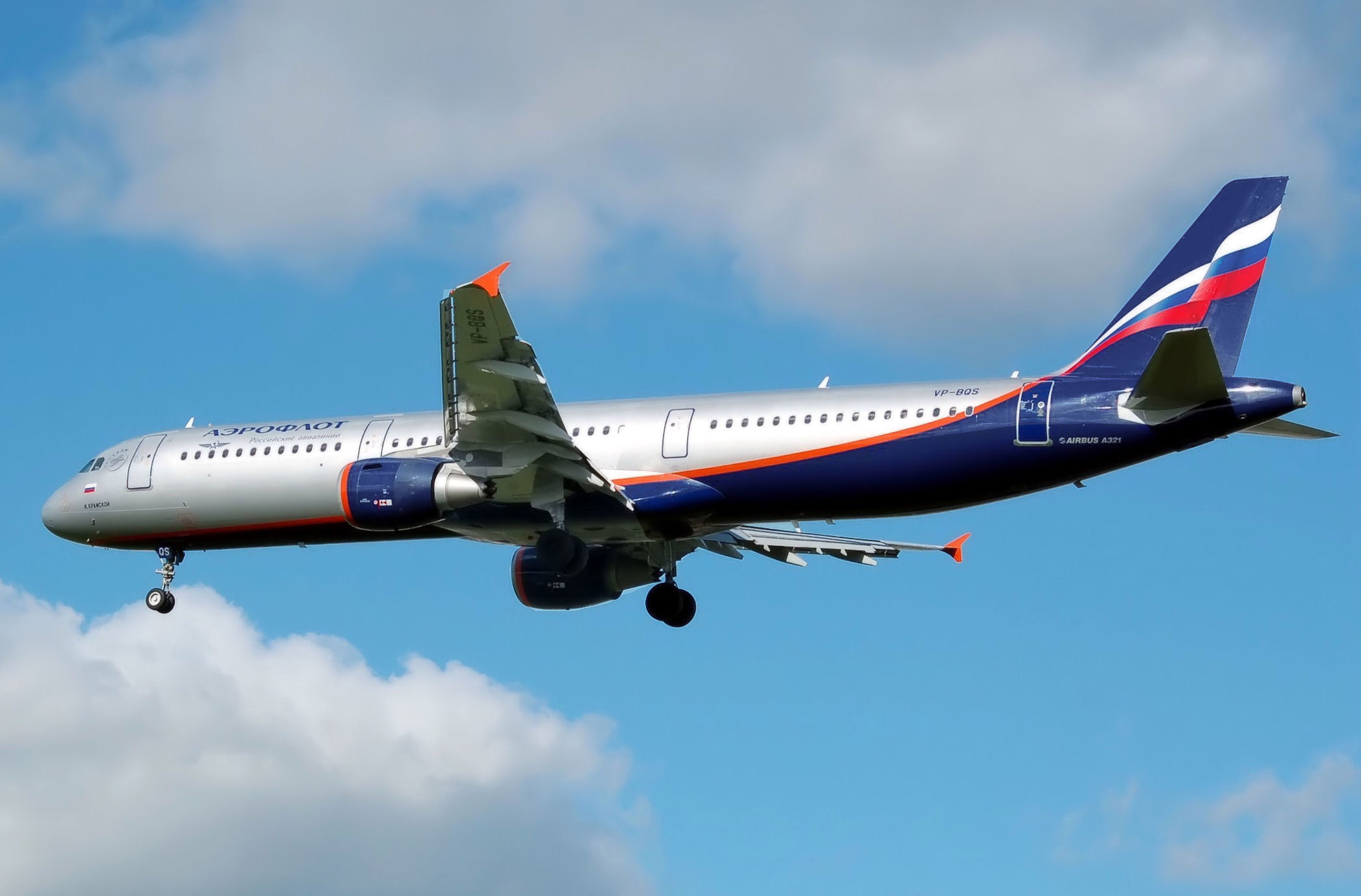
아에로플로트의 에어버스 A321-200
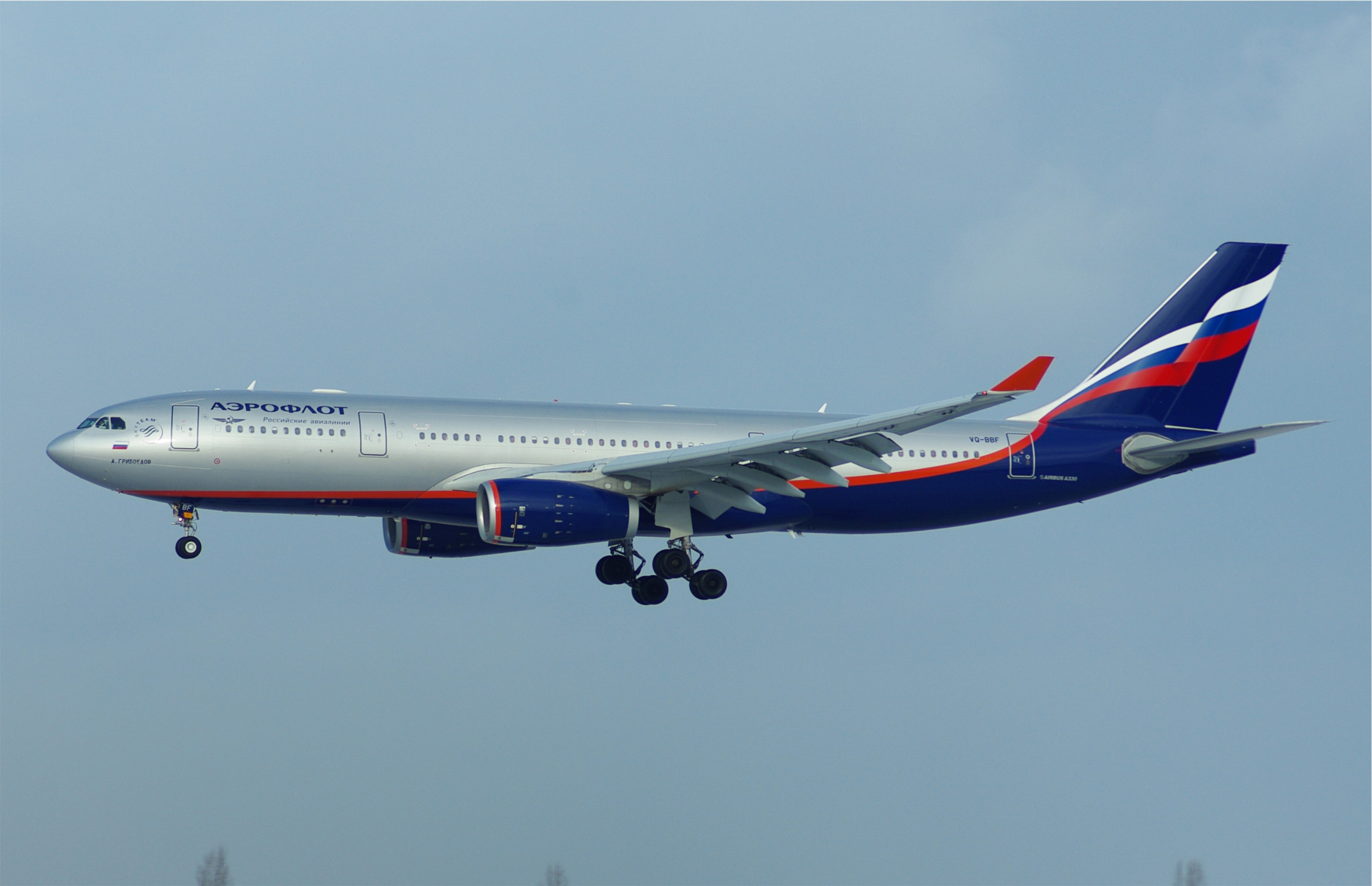
아에로플로트의 에어버스 A330-200
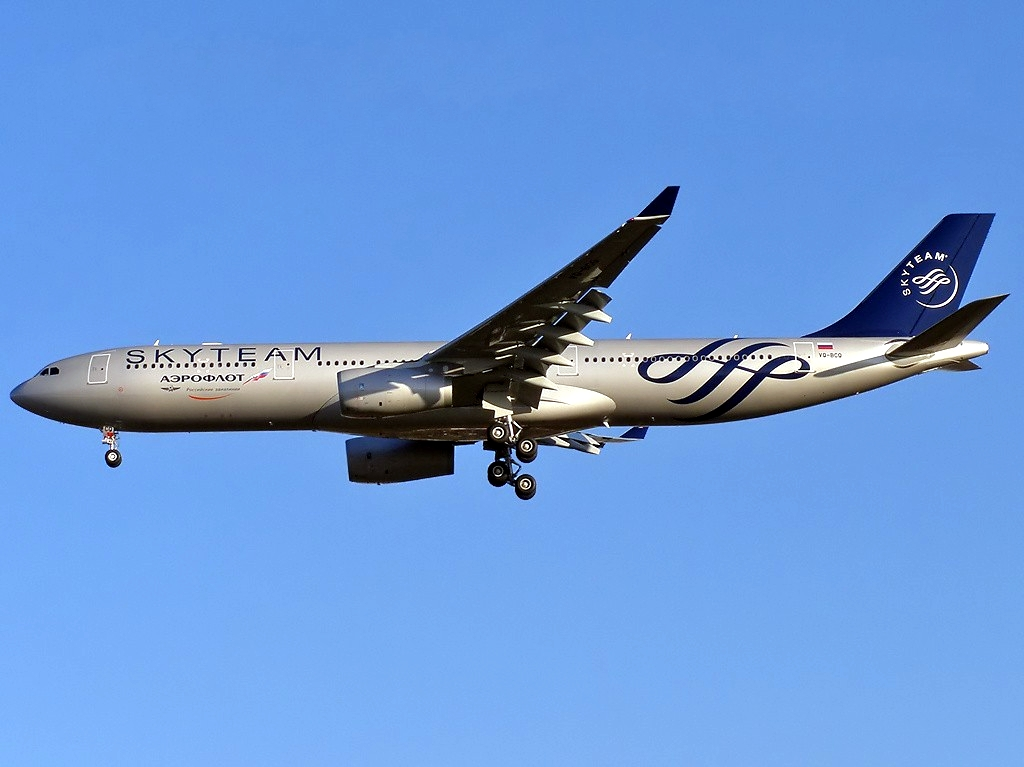
스카이팀 도장을 적용한 아에로플로트의 에어버스 A330-300
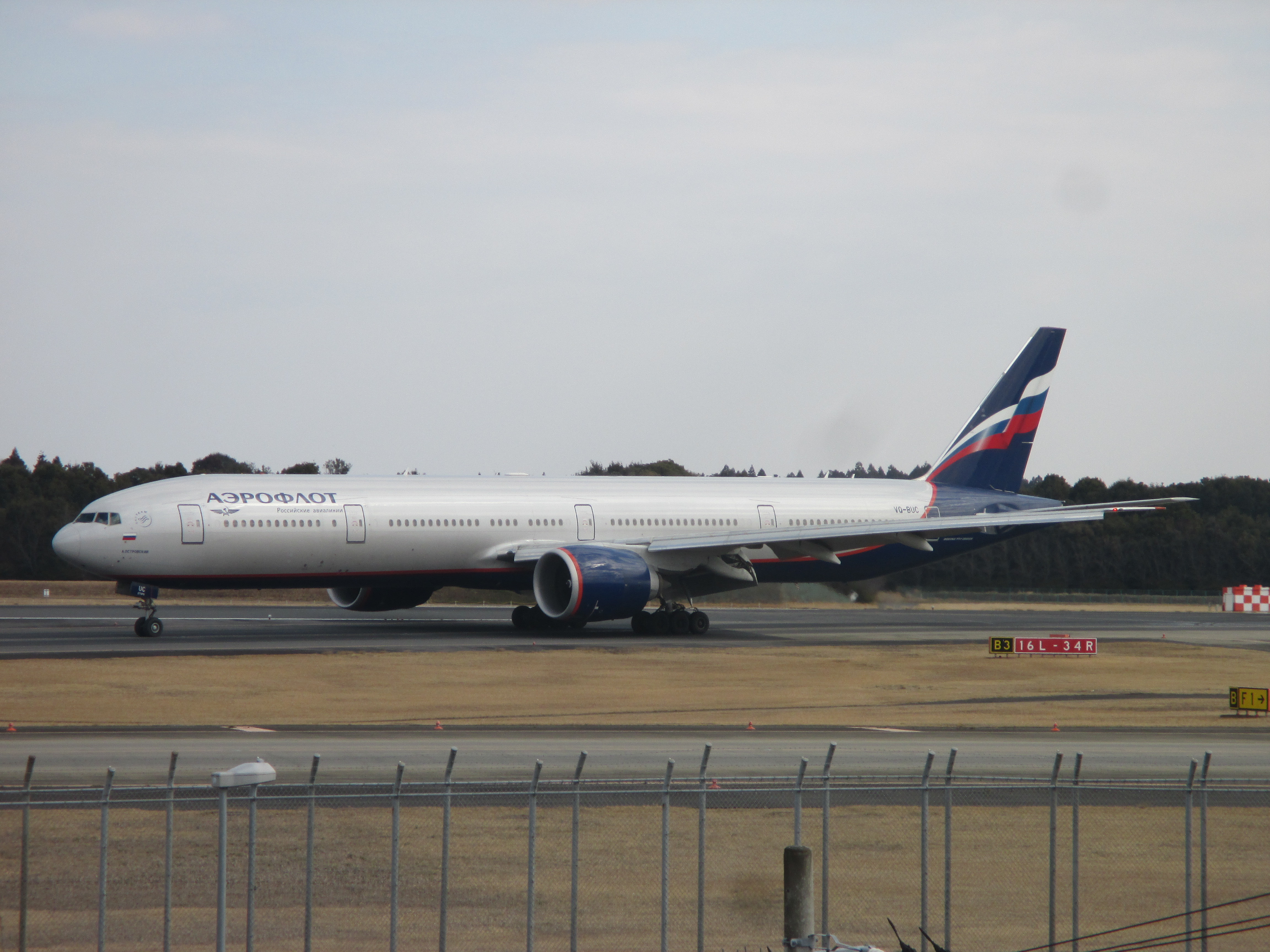
아에로플로트의 보잉 777-300ER
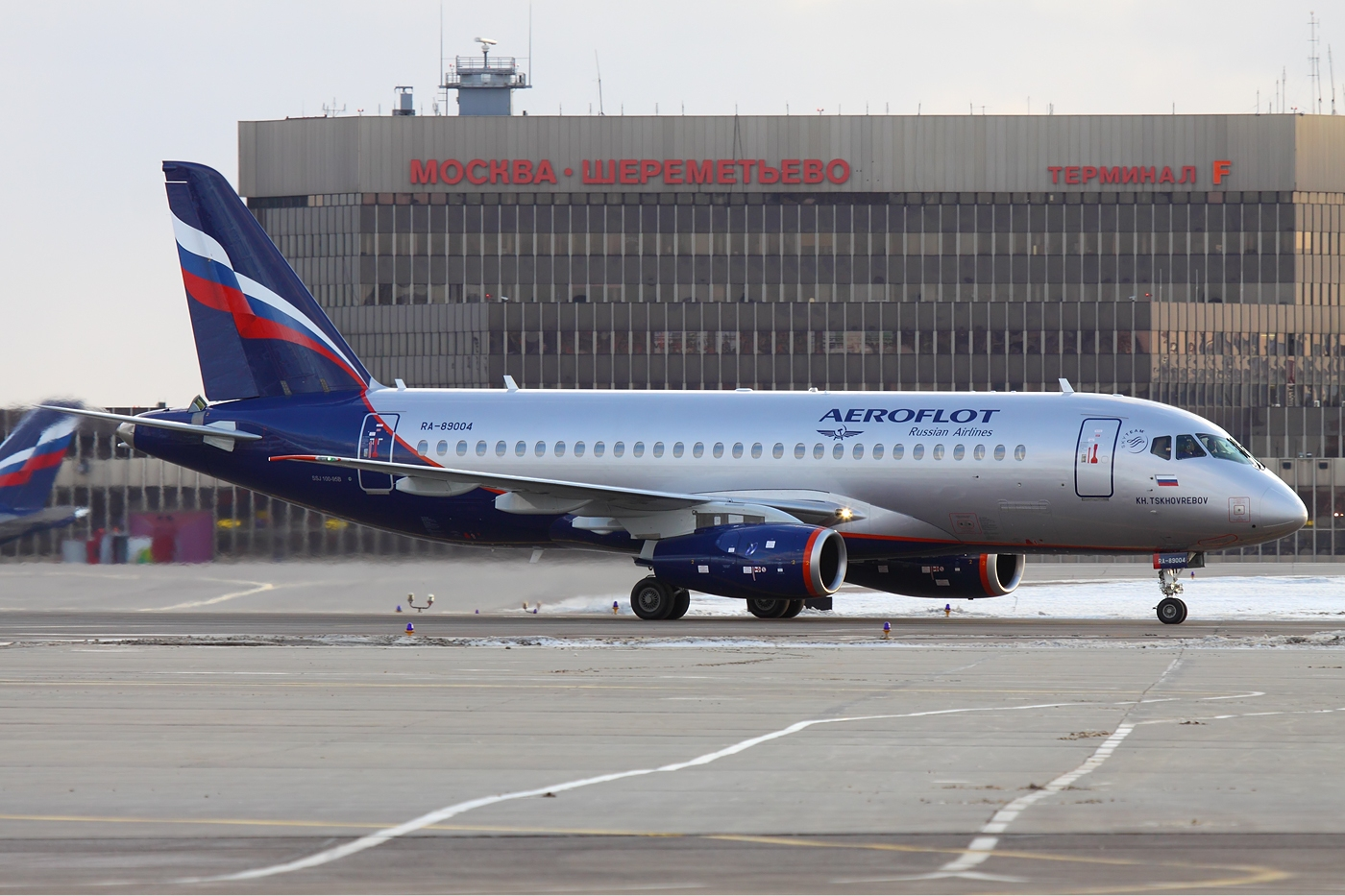
아에로플로트의 수호이 슈퍼제트 100-95

## 같이 보기
- 러시아의 공항 목록